# مقاطعة مشراتة
مقاطعة مَشِراتة أو (نقحرة: ماشيراتا) (بالإيطالية: Provincia di Macerata)‏، مقاطعة وسط إيطاليا في إقليم ماركي عاصمتها مدينة مَشرَاتة، عدد سكانها 313.225 نسمة ومساحتها 2774 كيلومتر مربع وبها 57 مدينة وبلدة وقرية، ، تتطل على بحر البنادقة شرقا ويحدها من الشمال مقاطعة أنكونة، ومن الجنوب مقاطعة فيرمو، ومن الجنوب الغربي مقاطعة أسكولي بيشينو، ومن الغرب إقليم أُمبِرية (عند مقاطعة بيرودجا).